# Journal des Débats
O Journal des débats (pronúncia em francês: [ʒuʁnal de deba], Jornal dos Debates) foi um jornal francês, publicado entre 1789 e 1944, que mudou de título várias vezes. Criado pouco depois da primeira reunião dos Estados Gerais de 1789, foi, após o início da Revolução Francesa, o registro exato dos debates da Assembleia Nacional, sob o título Journal des Débats et des Décrets ("Jornal dos Debates e Decretos").
Publicado semanalmente em vez de diariamente, foi dirigido por quase quarenta anos por Bertin l'Aîné e foi propriedade por muito tempo da família Bertin. Durante o Primeiro Império, opôs-se a Napoleão e teve um novo título imposto, o Journal de l'Empire.
Durante a primeira Restauração Bourbon (1813–1814), o Journal adotou o título Journal des Débats Politiques et Littéraires, e, sob a segunda Restauração, assumiu uma posição conservadora em vez de reacionária. Sob Carlos X e seu círculo, o Journal mudou para uma posição de apoio à oposição liberal representada pelos Doutrinários (Guizot, Royer-Collard, etc.) (1827–1829).
O Journal des Débats foi o jornal mais lido da Restauração e da Monarquia de Julho, antes de ser superado por La Presse de Émile de Girardin e posteriormente por Le Petit Journal. As muitas contribuições estabeleceram a reputação do Journal como uma grande influência na cultura francesa, e especialmente na Literatura francesa durante a primeira metade do século XIX.
Durante a ocupação alemã da França na Segunda Guerra Mundial, o Journal continuou a ser publicado, o que fez com que fosse suprimido após a Libertação de Paris em 1944.

## Colaboradores famosos
- Henry Aron
- Gustave Babin
- Hector Berlioz
- Maurice Blanchot
- Castil-Blaze
- Brada
- François-René de Chateaubriand
- Alexandre Dumas, pai
- Charles-Marie de Féletz
- Léon Foucault
- Julien Louis Geoffroy
- Bernard Adolphe Granier de Cassagnac
- Victor Hugo
- Jules Janin
- Conrad Malte-Brun
- Charles Nodier
- Ferdinando Petruccelli della Gattina
- Ernest Reyer
- Eugène Sue
- Madame Sorgue
- George Barbu Știrbei
- Jean-Baptiste Louvet de Couvray
- John Lemoinne